# Juan Carlos Onetti
Juan Carlos Onetti, né le 1er juillet 1909 à Montevideo et mort le 30 mai 1994 à Madrid, est un écrivain uruguayen, célèbre, entre autres, pour ses romans Une nuit de chien (1943), La Vie brève (1950), Les Bas-Fonds du rêve (1959), Le Chantier (1961) et Ramasse-Vioques (1964). Il s'exile en Espagne après avoir été incarcéré, pour sa participation à un jury, par la dictature uruguayenne.

## Biographie
Juan Carlos Onetti est le fils de Carlos Onetti et Honoria Borges, né entre un frère aîné Raúl et une sœur cadette Raquel. Il s'établit en 1930 avec son épouse d'alors, María Amalia Onetti, à Buenos Aires où ils survivent de petits travaux sur l'eau et où naît leur fils Jorge, en 1931. En 1934 il retourne à Montevideo. À partir de 1939, Onetti vit de journalisme, puis de littérature. Jusqu'en 1941, il est secrétaire de rédaction à la revue hebdomadaire Marcha, dans laquelle il impose une nouvelle orientation de la littérature sud-américaine. Son premier ouvrage, Le Puits (El pozo, 1939), contenant de sérieuses attaques contre William Faulkner et l'existentialisme, est considéré comme le premier roman moderne d'Amérique du Sud.
De 1941 à 1955, il vit de nouveau à Buenos Aires. En 1950 paraît La Vie brève (La vida breve), première partie du cycle Santa Maria (sur la ville fictive de Santa María). En 1951, sa troisième épouse lui donne une fille, Isabel María. En 1962, il remporte le Premio Nacional de Literatura d'Uruguay. Le 16 novembre 1980, il reçoit le Prix Cervantes, la plus haute reconnaissance littéraire du monde hispanophone. Puis, en 1985, le Gran Premio Nacional de Literatura d'Uruguay, et le 15 novembre 1990 le Premio de la Unión Latina de Literatura.
Onetti dirige, à partir de 1957, la bibliothèque municipale de Montevideo. Il est surveillé par la police uruguayenne à partir de 1964. En 1974, pendant la dictature militaire de Bordaberry, il est condamné à la prison (Colonia Etchepare), pour avoir participé à un jury organisé par l'hebdomadaire Marcha ayant décoré une nouvelle, El guardaespaldas (Le garde du corps) de Nelson Marras, critique envers la junte (il n'était d'ailleurs pas d'accord avec ce prix). Après sa libération, six mois plus tard, en 1975, il s'exile à Madrid, où il gagne sa vie comme serveur, portier, et vendeur.

## Œuvre

### Cycle romanesqueSanta María
- La vida breve (1950) Publié en français sous le titre La Vie brève, traduit par Alice Gascar, Paris, Stock, 1971 ; nouvelle édition, traduit par Claude Couffon et Alice Gascar, Paris, Gallimard, 1987
- El astillero (1961) Publié en français sous le titre Le Chantier, traduit pat Laure Guille-Bataillon, Paris, Stock, 1967 ; nouvelle édition revue et corrigée, Paris, Gallimard, 1984 ; réédition, Paris, Gallimard, coll. « L'Imaginaire » no 615, 2011  (ISBN 978-2-07-013425-0)
- Juntacadáveres (1964) Publié en français sous le titre Ramasse-Vioques, traduit par Albert Bensoussan, Paris, Gallimard, 1986

### Romans
- El pozo (1939) Publié en français sous le titre Le Puits, traduit par Louis Jolicœur, Paris, Christian Bourgois, 1985
- Tierra de nadie (1941) Publié en français sous le titre Terre de personne, traduit par Denise Laboutis, Paris, Christian Bourgois, 1989
- Para esta noche (1943) Publié en français sous le titre Une nuit de chien, traduit par Louis Jolicœur, Paris, Christian Bourgois éditeur, 1987 ; réédition, Paris, Christian Bourgois éditeur, coll. « Titres » no 151, 2012  (ISBN 978-2-267-02284-1)
- Los adioses (1954) Publié en français sous le titre Les Adieux, traduit par Louis Jolicœur, Paris, Christian Bourgois, 1985
- Para una tumba sin nombre (1959) Publié en français, en un seul volume avec le recueil de nouvelles Tan triste como ella y otros cuentos (voir infra) sous le titre Les Bas-Fonds du rêve, traduit par Laure Guille-Bataillon, Abel Gerschenfeld et Claude Couffon, Paris, Gallimard, 1981 ; réédition, Paris, Gallimard, coll. « L'Imaginaire » no 630, 2012  (ISBN 978-2-07-013791-6)
- La cara de la desgracia (1960)
- Jacob y el otro (1961)
- Tan triste como ella y otros cuentos (1959) (voir le titre ci-dessus)
- La muerte y la niña (1973)
- Dejemos hablar al viento (1979) Publié en français sous le titre Laissons parler le vent, traduit par Claude Couffon, Paris, Gallimard, 1997
- Cuando entonces (1987) Publié en français sous le titre C'est alors que, traduit par Albert Bensoussan, Paris, Gallimard, 1989
- Cuando ya no importe (1993) Publié en français sous le titre Quand plus rien n'aura d'importance, traduit par André Gabastou, Paris, Christian Bourgois, 1994 ; réédition, Paris, Christian Bourgois éditeur, coll. « Titres » no 152, 2012  (ISBN 978-2-267-02283-4)

### Recueils de nouvelles
- Un sueño realizadoy otros cuentos (1951)
- El infierno tan temido y otros cuentos (1962)
- La novia robada y otros cuentos (1968) Publié en français sous le titre La Fiancée volée, traduit par Albert Bensoussan, Paris, Gallimard, 1987
- Tiempo de abrazar y los cuentos de 1933 a 1950 (1974)
- Cuentos secretos. Periquito el Aguador y otras máscaras (1986)
- Presencia y otros relatos (1986) Publié en français sous le titre Demain sera un autre jour, traduit par André Gabastou, Paris, Le Serpent à Plumes, 1994 ; nouvelle version augmentée, Paris, Le Serpent à Plumes, coll. « Motifs » no 142, 2002

### Autres publications
- Réquiem por Faulkner y otros artículos (1975)
- Cuentos secretos. Periquito el Aguador y otras máscaras (1986)
- Periquito el aguador y otros textos, 1939-1984 (1994)
- Confesiones de un lector (1995)
- Cartas de un joven escritor (2009), correspondance avec Julio E. Payró